# Sheikh Abubakr Ahmad

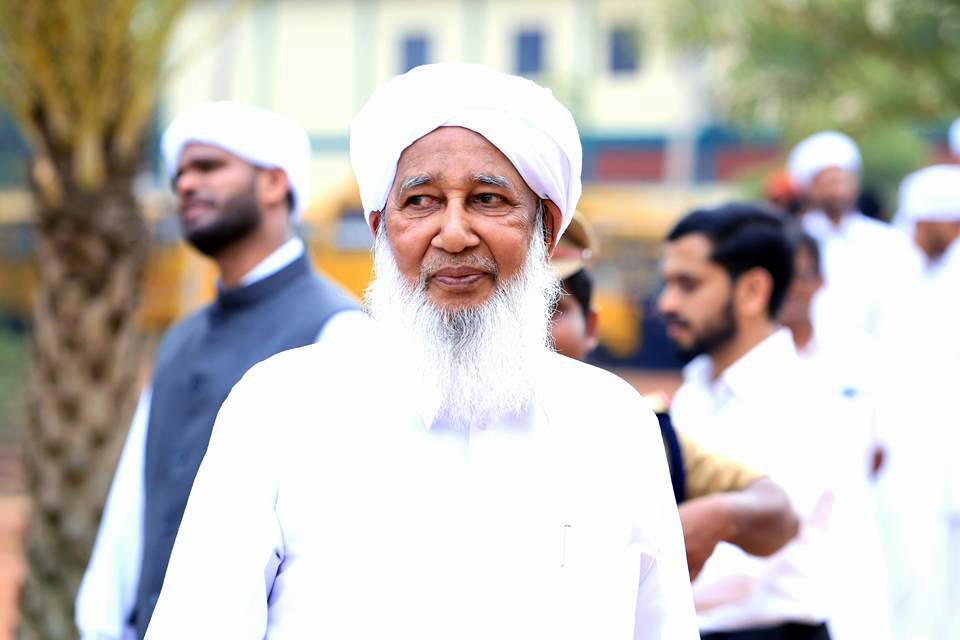
Sheikh Aboobacker Ahmed

Sheikh Abubakr Ahmad (* 22. März 1939 in Kanthapuram, Distrikt Calicut, Kerala, Indien) ist der Führer der traditionalistischen sunnitischen Muslime im südindischen Staat Kerala und eine der bedeutendsten zeitgenössischen muslimischen Persönlichkeiten Indiens. Er bekleidet viele hohe Ämter.
Sheikh Abubakr sorgte für eine Wiederbelebung in der Religiosität in der muslimischen Bevölkerung Südindiens und wird als intellektueller Reformer des indischen Islam betrachtet.
Er ist Generalsekretär (secretary general) bzw. Vizekanzler (Vice Chancellor) des sunnitischen Kulturzentrums Markazu Saqafathi Sunniya in Kerala (Karanthur, Kozhikode).
Das Zentrum ist zu einer der wichtigsten Bildungsorganisationen in Kerala geworden, mit 40 Schulen von der Grundschule bis zur Universitätsebene. Die Schulen haben ca. 9.000 Schüler, vielen von ihnen sind Waisen.
2006 gehörte er zu den Unterzeichnern eines offenen Briefs islamischer Gelehrter an Papst Benedikt XVI. nach dessen Regensburger Rede.
2007 gehörte er zu den Unterzeichnern der Erklärung „A Common Word Between Us and You“, mit der sich 138 islamische Persönlichkeiten an „Führer christlicher Kirchen überall“ (engl. „Leaders of Christian Churches, everywhere …“) wandten, um Frieden zwischen Christen und Muslimen zu schaffen.
2009 und 2011 zählte er zu den 500 einflussreichsten Muslimen in der Auflistung des Prinz-al-Walid-bin-Talal-Zentrums für muslimisch-christliche Verständigung der Georgetown University und dem Royal Islamic Strategic Studies Centre von Jordanien.
2009 erhielt er den Preis Shaik Muhiyudheen Abdul Khadar Jeelani Award.

## Videos und Fotos
- Sheikh Aboobacker Ahmed Al Baqavi Malibari
- Shaykh Abu Bakr Ahmed al Malabari
- Markazu Saqafathi Sunniya
- Jamia Markaz English Documentary
- Sheik Aboobacker Ahmad – Kanthapuram AP Aboobacker Musliyar Amazing Photo Collections (Memento vom 9. Juli 2013 im Webarchiv archive.today)
- The indian muslims Leader Sheikh Aboobacker Ahmed with World Muslims Leaders
- wichtige ausgeübte Ämter (ab 7:55) – aalalbayt.org